# Hans Scheirl
Hans Scheirl, também conhecido como A. Hans Scheirl, ou Ashley Hans Sheirl, (nascido em 1956) é um artista e cineasta transgênero de Salzburgo, Áustria.
Scheirl começou sua transição aos 40 anos com injeções de testosterona. Atualmente ele se identifica como "menino, drag-king, travesti, transgênero (...) [e] inseto". Ele também se apresentou em alguns grupos experimentais, incluindo o grupo musical 8 oder 9 em Viena em 1978. Os filmes de Scheirl usam o aparato cinematográfico como tecnologia para perverter a representação. Ele descreve seu trabalho como "cibercinema para o fim do milênio trans-X patriarcal".

## Educação
Em 1975 frequentou a Academia de Belas-Artes de Viena e recebeu um diploma em Conservação e Tecnologia da Arte em 1980. Em 2003, Scheirl obteve um mestrado em Estudos Artísticos pela Central Saint Martins College of Art and Design em Londres.

## Carreira

### Filmes
Em 1979, Scheirl dirigiu 52 filmes super-8 e dois curtas-metragens em 1986. Ele também dirigiu dois curtas-metragens de 16 mm em 1988. Em 1991, ele co-dirigiu, co-editou e atuou em Flaming Ears (1991) e dirigiu Dandy Dust (1998). Scheirl é conhecido por usar o cinema como meio para experimentar gênero e identidade, muitas vezes por meio de montagem, e relaciona alguns de seus filmes à identidade ciborgue. Ele também afirmou que sua intenção é criar um novo meio de comunicação através do cinema. Scheirl participou de vários filmes, incluindo Venus Boyz (2002) de Gabriel Baur, Pansexual Public Porn (1998) de Del LaGrace Volcano e Making of Dandy Dust (2001) de Tina Keane.

#### Flaming Ears(1991)
Também conhecido como Rote Ohren fetzen durch Asche, Flaming Ears é um longa-metragem pós-apocalíptico de 83 minutos dirigido por A. Hans Scheirl, Ursula Pürrer e Dietmar Schipek. O filme se concentra em três mulheres, Spy, Volley e Nun, na cidade de Asche no ano de 2700 e baseia-se em temas românticos e lésbicas.

#### Dandy Dust(1998)
Dandy Dust é um longa-metragem experimental de ficção científica de 94 minutos dirigido, escrito e produzido por Scheirl. O filme apresenta um personagem ciborgue de gênero fluido que viaja no tempo para descobrir partes da autoconsciência do passado. Este filme apresenta um enredo fragmentado, nudez, animação em stop motion, visuais corajosos e temas de sexo e sexualidade através do uso de fluidos corporais e próteses de órgãos reprodutivos. Os personagens do filme incluem Dandy Dust, Super Mother Cyniborg XVII Duquesa de Loft & Spire, Sir Sidore e Spider Cunt Boy.

### Arte
Scheirl cria pinturas desde 1995 e tornou-se professor de Pintura Contextual na Academia de Belas Artes de Viena em 2006.

## Filmografia
Participou dos seguintes filmes:
| Ano  | Título                                                       | Codiretores                   | Duração |
| ---- | ------------------------------------------------------------ | ----------------------------- | ------- |
| 1979 | Straßbilder                                                  |                               | 11 min  |
| 1979 | Ein ester Lebensmittelfilm                                   |                               | 5 min   |
| 1979 | Hände Hoch!                                                  |                               | 160 seg |
| 1979 | Artistin in de Zirkuskuppel und Hezattacke                   |                               | 110 seg |
| 1980 | Men & Masks 2                                                |                               | 2 min   |
| 1980 | Noch Kokoseis                                                |                               | 3 min   |
| 1980 | Saxofone & Spione                                            |                               | 5 min   |
| 1980 | Charles tanzt                                                |                               | 3 min   |
| 1980 | Paris                                                        |                               | 1 min   |
| 1980 | Meyva Suyu                                                   |                               | 40 seg  |
| 1980 | Gerüstfilm                                                   |                               | 3 min   |
| 1980 | For Men`                                                     |                               | 1 min   |
| 1981 | Straße II                                                    |                               | Loop    |
| 1981 | The Ascension                                                |                               | 4 min   |
| 1981 | Tigerin                                                      |                               | 2 min   |
| 1981 | Bei dieser Geschwindigkeit fetzen die Haare                  |                               | 3 min   |
| 1983 | Musikfilm: DNA                                               |                               | 2 min   |
| 1983 | Jocasta taucht auf                                           |                               | 5 min   |
| 1983 | Orlando                                                      |                               | 3 min   |
| 1983 | Frau Zemo                                                    |                               | 9 min   |
| 1984 | anna alpha nacht                                             |                               | 15 min  |
| 1984 | Men & Masks II                                               |                               | 4 min   |
| 1984 | Ostern '84                                                   | Ursula Pürrer                 | 6 min   |
| 1984 | Piß in Rosa                                                  | Ursula Pürrer                 | 2 min   |
| 1984 | Bauchtanz                                                    | Ursula Pürrer                 | 5 min   |
| 1984 | Wald- und Wiesenfilm                                         | Ursula Pürrer                 | 3 min   |
| 1984 | Anna Wackelt                                                 | Ursula Pürrer                 | 2 min   |
| 1984 | Metall & Blumen                                              | Ursula Pürrer                 | 3 min   |
| 1984 | Sex & Crime                                                  | Ursula Pürrer                 | 3 min   |
| 1984 | Kampf und Kuß                                                | Ursula Pürrer                 | 3 min   |
| 1984 | Hochhaus & Reißverschluß                                     | Ursula Pürrer                 | 1 min   |
| 1984 | Nacht-Plakat-U-Bahn                                          | Ursula Pürrer                 | 5 min   |
| 1984 | Maria Meistert Metall und Anna Arbeitet Anständig            | Ursula Pürrer                 | 3 min   |
| 1984 | LGP                                                          | Ursula Pürrer                 | 3 min   |
| 1985 | Body Building (com Zora Marie Bauer)                         | Ursula Pürrer                 | 3 min   |
| 1985 | Das Schwarze Herz Tropft - Bastelanleitung zu - rinnen       | Ursula Pürrer                 | 11 min  |
| 1985 | Gezacktes Rinnsal schleicht sich schamlos schenkelnässend an | Ursula Pürrer                 | 4 min   |
| 1985 | Im Garten der Gelben G.                                      | Ursula Pürrer                 | 9 min   |
| 1985 | Rhabarber & Zucker                                           | Ursula Pürrer                 | 1 min   |
| 1985 | Ein Schlauchboot & Austern                                   | Ursula Pürrer                 | 3 min   |
| 1985 | Super-8 Girl-Games                                           | Ursula Pürrer                 | 2 min   |
| 1985 | Rote Schnitte und die Luft dazwischen                        | Ursula Pürrer                 | 4 min   |
| 1985 | Gleichzetig nackt                                            |                               | 2 min   |
| 1986 | Im Original farbig                                           | Ursula Pürrer                 | 14 min  |
| 1986 | Slocking Walkman (clipe musical)                             | Ursula Pürrer Dietmar Schipek | 2 min   |
| 1989 | The Abbotess & the Flying Bone (16mm)                        | Dietmar Schipek               | 18 min  |
| 1990 | Die Vampirin auf der Kraftwagenbedarfsstation (35 mm)        | Ursula Pürrer Dietmar Schipek | 35 seg  |
| 1992 | Rote Ohren fetzen durch Asche (Flaming Ears) (16 mm)         | Ursula Pürrer Dietmar Schipek | 84 min  |
| 1993 | The Savings Pouch                                            |                               | 1 min   |
| 1994 | Dandy Dust - The Showreel                                    |                               | 6 min   |
| 1995 | Summer of 1995                                               | Jewels Barker                 | 10 min  |
| 1995 | Dandy Dust - The Trailer                                     |                               | 10 min  |
| 1996 | 1/2 Frösche Ficken Flink                                     |                               | 17 min  |
| 1998 | Dandy Dust (16 mm)                                           |                               | 94 min  |

## Prêmios
Em 2012, Scheirl recebeu os prêmios Kunstpreis der Stadt Wien e Jane Bowles Serious Elegance CHEAPy Underground Über Alles for Sci-fi DIY Aesthetic Innovation and Gender Creative Visionary Art.